# Comunità montana Monte Maggiore
La Comunità montana Monte Maggiore è una comunità montana della provincia di Caserta in Campania.
L'Ente, in base alla L.R. 20 dell'11.12.2008 comprende nove comuni della provincia di Caserta.

## Monumenti e luoghi d'interesse
Nel comune di Pontelatone, nei pressi della frazione Treglia, è presente il sito archeologico di Trebula Balliensis.

## Infrastrutture e trasporti

### Strade
Il territorio è attraversato dalla strada provinciale 35 Barignano - Liberi, dalla strada provinciale 78, dalla strada provinciale 107 Formicola - Dragoni, dalla strada provinciale Capua - Caiazzo.

### Ferrovie
Nel territorio della comunità montana sono situate le stazioni di Pontelatone, Dragoni e San Marco della ferrovia Alifana. Inoltre, Pietramelara è servita dalla stazione di Riardo-Pietramelara sulla ferrovia Roma-Cassino-Napoli, situata però nel comune di Riardo.